# Brigada Combinada de Fusileros "Depredator"
Brigada "Depredador" (en ucraniano ["Jízhak"]) — Brigada de fusileros consolidada del Departamento de Policía de Patrulla, designada para llevar a cabo misiones de combate para la defensa la agresión armada contra Ucrania en la zona de combate. 

## Pérdidas
- - 22 de agosto de 2024 — Zelenskyi Roman Mykolaiovych. 5 de junio de 1988, ciudad de Kremenchuk. Teniente mayor de policía, comandante del grupo de aerorreconocimiento. FPV.[1]
  - 8 de enero de 2025 — Yermolov Artur. Cabo de policía[2]
  - 16 de enero de 2025 — Paveć Yaroslav («Yara»). 26 de marzo de 1993. Sargento mayor.[3]
  - 16 de enero de 2025 — Silkin Oleksiy («Yizhak»). Teniente mayor de policía.[4]
  - 31 de enero de 2025 — Khlystun Denys («Sych»). Teniente mayor de policía.[5]
  - 31 de enero de 2025 — Reznychenko Serhiy. Capitán de policía.[6]
  - 31 de enero de 2025 — Chernuja Vitaliy («Hans»).[7]